# 白菊 (航空機)

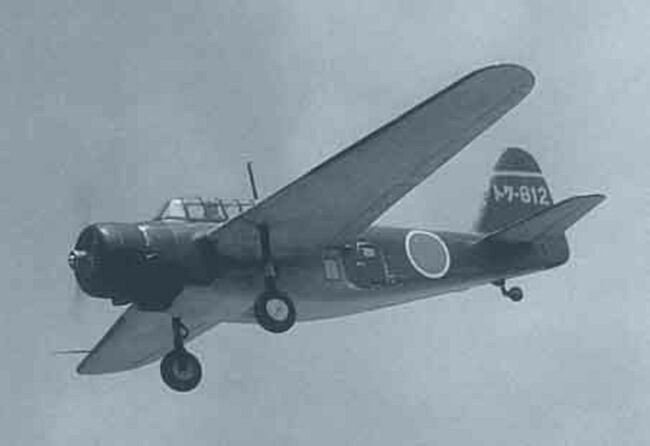
徳島海軍航空隊所属の白菊

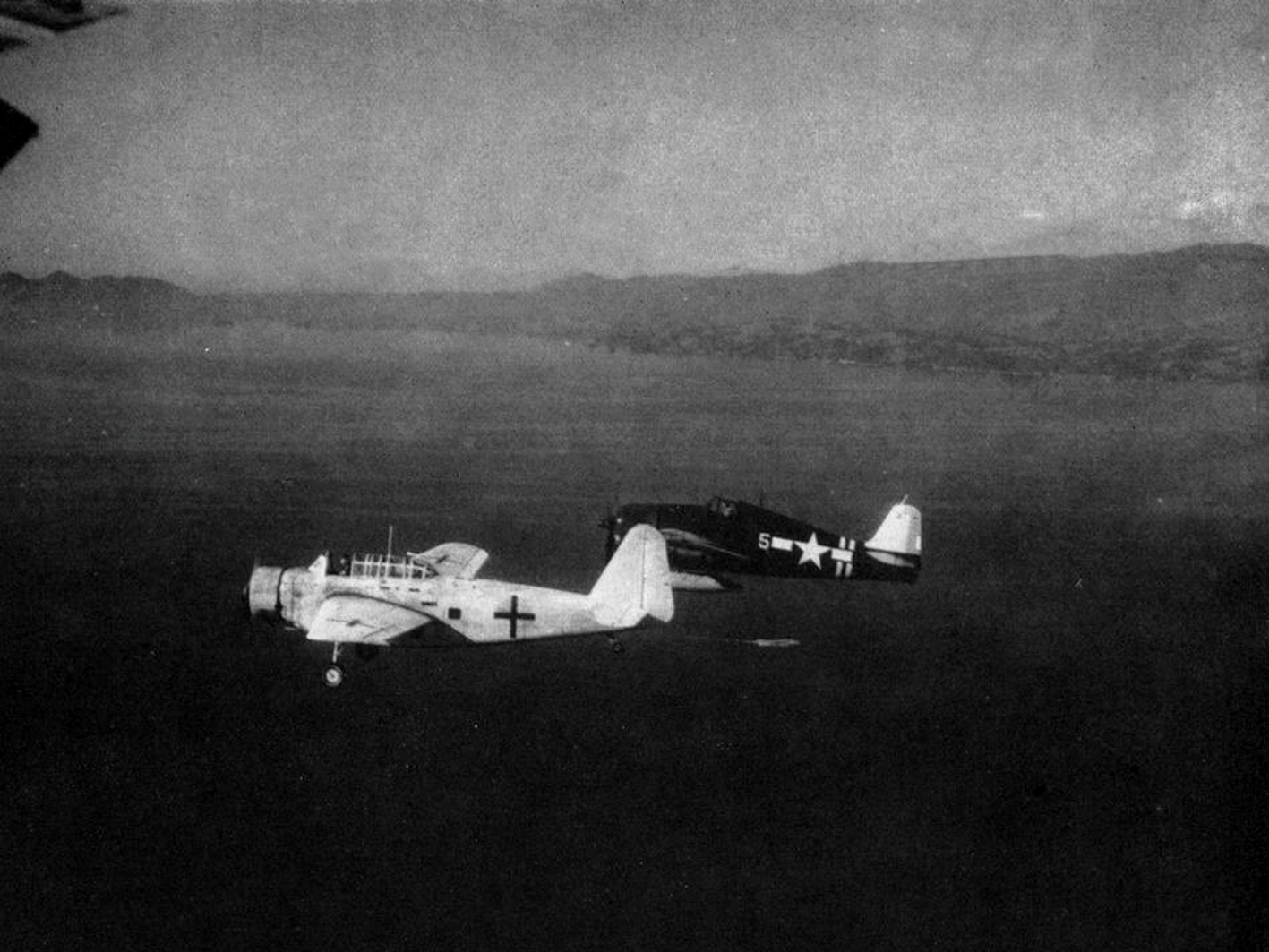
F6Fヘルキャットに護衛されて飛行する緑十字飛行の白菊

白菊（しらぎく）は、第二次世界大戦中期から日本海軍で使用された機上作業練習機である。開発・製造は九州飛行機で、機体略番はK11W。九〇式機上作業練習機の後継機として1942年（昭和17年）に制式採用され終戦まで使用された。大戦末期には特攻機として使用された機体もあった。

## 開発

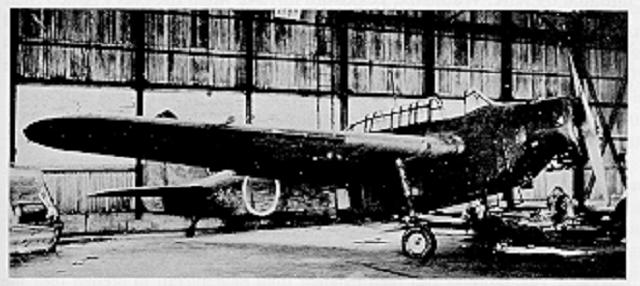
格納庫で整備中の白菊

機上作業練習機とは、艦上攻撃機、艦上爆撃機、陸上攻撃機、観測機のような多座機における操縦員以外の乗員の任務である航法、通信、爆撃、射撃、写真撮影、観測などの訓練を行うための機体である。日本海軍では、操縦員以外でこれら任務を行う飛行機搭乗員を一括して「偵察員」と呼び、複座機や大型機の比率が多かったため、偵察員は操縦員と同数ぐらい必要であった。海軍初の機上作業練習機である九〇式機上作業練習機は昭和6年から使用され続けていたが、太平洋戦争突入の頃になると流石に性能的に不満が出てきた。そこで海軍は1941年（昭和16年）に後継機の開発を渡辺鉄工所（後の九州飛行機）に指示した。
渡辺では1941年（昭和16年）6月から設計を開始し、1942年（昭和17年）11月に試作第1号機を完成させた。全金属製モノコック構造の胴体に木製骨組み合板張りの主翼を有した中翼単葉機で、主脚は固定式、エンジンは515 hpの日立天風を1基搭載していた。角型断面のやや幅広の胴体には、操縦員1名の他、教官と3名の練習生を搭乗させることが可能で、座席の配置は訓練の内容によって変更可能であった。テストの結果若干の安定性不良が指摘されたが改修可能で、1943年（昭和18年）試製白菊(K11W1)として量産が開始された。
その後、教官席を廃止し代わりに練習生の搭乗人数を増加させた試製白菊改（K11W2）が試作され、1944年（昭和19年）3月に試製白菊共々制式採用された。その際、試製白菊は「白菊11型」、試製白菊改は「白菊21型」と呼ばれるようになった。

## 運用
安定性や操縦性が良好で、機内スペースが広く汎用性に優れた機体だったため、戦争末期の練習航空隊には本機が必ずと言ってよいくらい配置され、終戦まで活躍した。また、近距離輸送や連絡、対潜哨戒等の任務でも利用された。燃料は「八〇丙」と呼ばれるオクタン価80のアルコール燃料を使用していた。大戦末期には特攻機として使用されることになり、塗装も練習機のシンボル色であった黄色から迷彩色に塗り替えられて沖縄戦に出撃した。製造機数は798機で、終戦時には370機以上が残存していた。これは、九三式中間練習機、零式艦上戦闘機、紫電・紫電改に続く数であった。一部は緑十字飛行に利用された。

## 白菊特攻隊

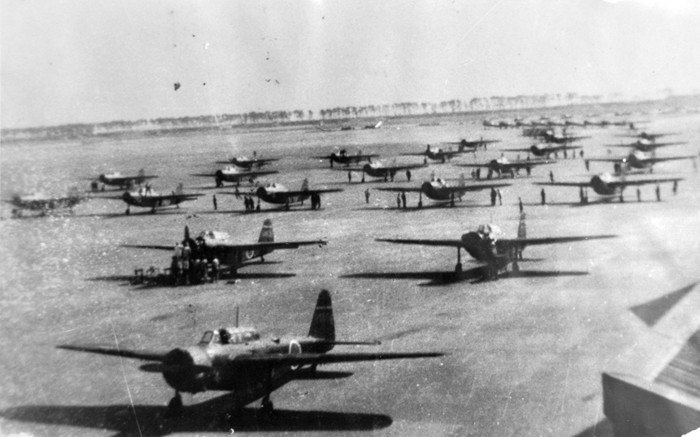
徳島基地での神風特別攻撃隊「徳島白菊隊」

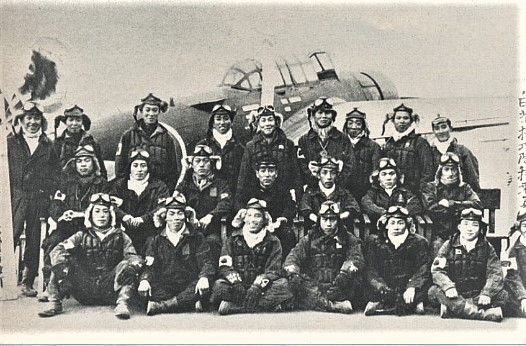
神風特別攻撃隊「徳島白菊隊」隊員の記念撮影、後ろは白菊

1945年（昭和20年）1月8日に大本営が全軍特攻を決定すると、全国の練習航空隊に通常の搭乗員訓練を止め、特攻隊を編成するように命令が下された。
練習機による特攻は、白菊を装備する高知空（菊水白菊隊）、徳島空（徳島白菊隊）、大井空（八洲隊）、鈴鹿空（若菊隊）で実施される事となり、まずは高知空と徳島空で特攻志願者の募集が開始された。当初の設計では機体が大きい白菊の機内の床に板を置いて、そこに250 kg爆弾2発をワイヤーで縛って固定するという乱暴なものであったが、最終的には、250 kg爆弾を両翼に1発ずつ懸架し、操縦席計器板に信管の安全装置を解除するレバーを装着するよう改造され、エンジンカバーの上に照準器が装着された。航続距離を延伸するために胴体内の後部席に零戦用の増槽を取り付け、通常は480リットルである搭載燃料を700リットル弱まで増加させた。これらの改造により、通常時より大幅に重量が増加し、離陸すら困難となったため、訓練は離陸を中心に行われた。
またこの状態での最高速度は時速180キロメートル程度と低速になり、この白菊で特攻出撃させられることに隊員らに戸惑いがあったという。

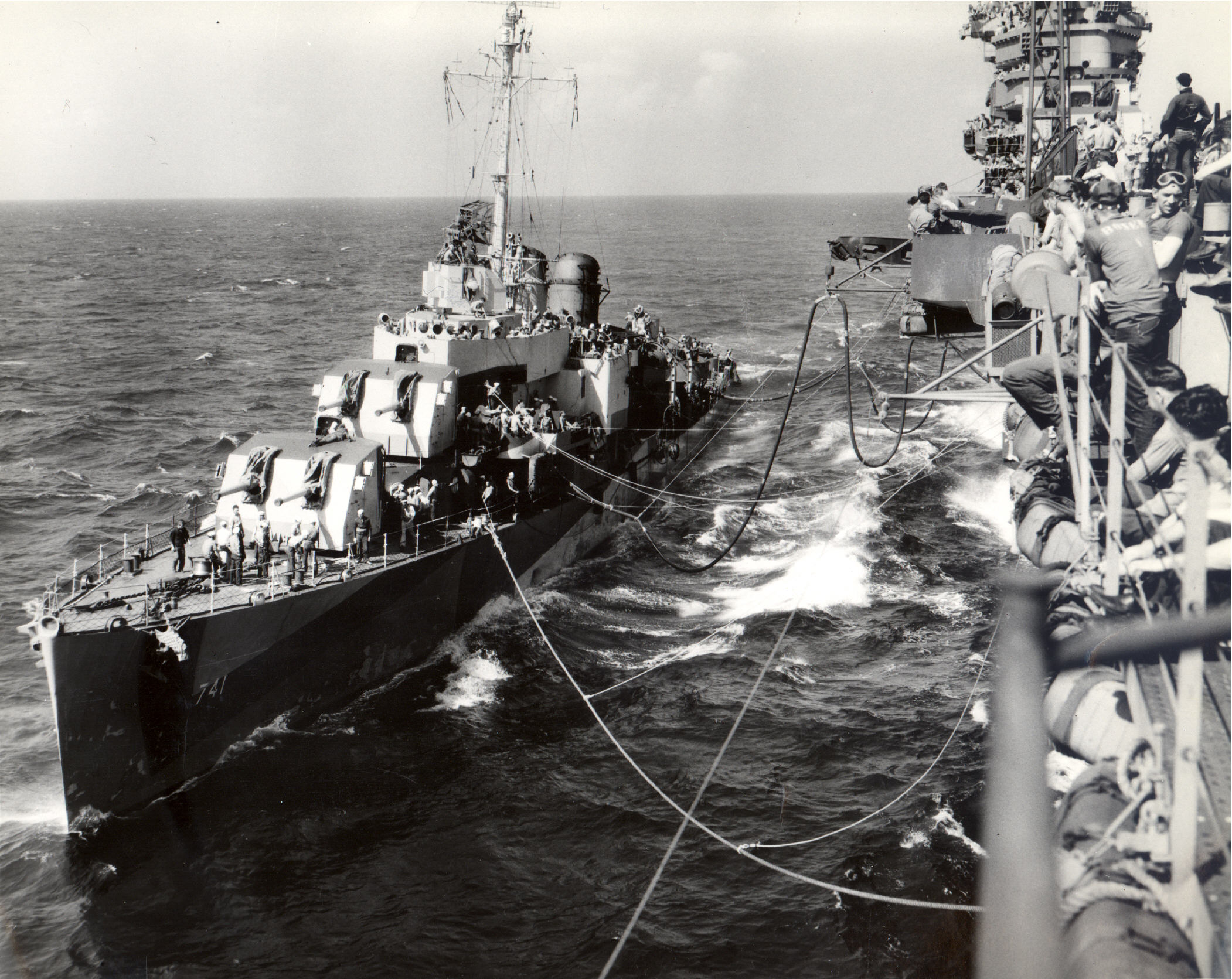
白菊の特攻で撃沈された駆逐艦ドレクスラー

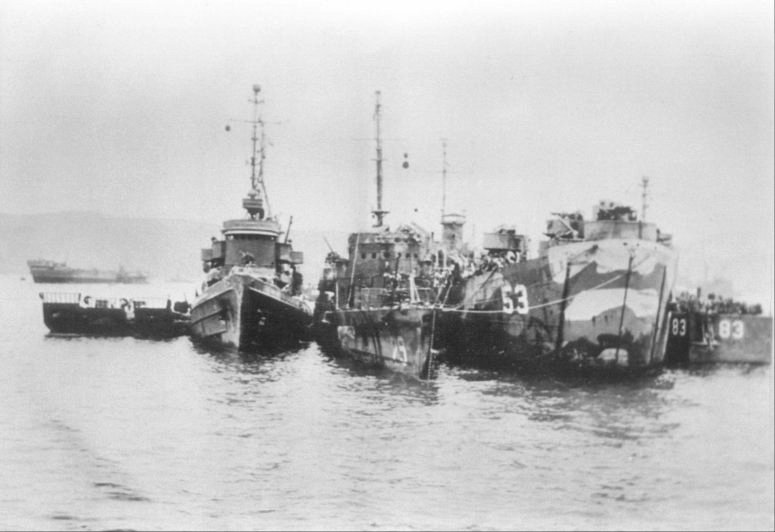
白菊の特攻で撃沈される直前の輸送駆逐艦バリー（中央）、こののち、白菊の特攻でバリーと同航していた右のLSM-53の同型艦LSM-59が撃沈された

離陸に慣れてくると、模擬爆弾を搭載しての訓練となったが、起床を夕刻の午後5時として、暗くなるのを待って訓練を開始するといった昼夜逆転日課による訓練を連夜行った。日中にも、黒眼鏡をかけて、視界を夜間と同じにして訓練した。離着陸になれると、模擬爆弾を搭載しての飛行訓練となったが、1945年5月初めのころには夜間飛行を満足にできない搭乗員が多かったのに、1か月もしない5月22日のころには殆どの搭乗員が夜間洋上進行可能な水準となり、海面すれすれの高度15 mで編隊飛行することもできるようになっていた。日本海軍は、夜間飛行を支障なくこなす操縦技術を有する搭乗員をA級と認定しており、同じ夜間出撃を行っていた精鋭部隊芙蓉部隊が、200時間もの飛行時間を要して到達できた技能水準と同水準であったが、芙蓉部隊とは異なり、白菊はその低速から他の航空機による誘導も護衛も不可能であり、最初から沖縄まで単独での夜間洋上進行が求められ、より難易度は高かった。
白菊特攻は沖縄戦に投入されることとなり、菊水七号作戦中の1945年（昭和20年）5月24日の夜間に初の白菊特攻隊、第一次白菊隊14機が串良の航空基地から出撃した。出撃に際して搭乗員には「白菊は爆装こそ大きいが速力は遅い。戦艦や巡洋艦などの大型艦は狙っても無理であるから、なるべくは輸送艦を狙いこれを爆砕せよ」と命令されている。白菊は速度が著しく遅いため、出撃の際は真っ先に離陸し、次に15分おいて戦闘機が離陸、さらにその後に艦上爆撃機や艦上攻撃機が離陸するように決めていた。そうすることにより、戦闘機が途中で白菊を追い越して敵戦闘機と交戦し、白菊はその隙をついて敵艦に突入する計画であった。この日出撃した白菊隊は、故障や不時着の3機を除き11機が未帰還となったが、一部が敵艦隊に到達している。沖縄戦で特攻を指揮した第5航空艦隊司令部はアメリカ軍の無電を傍受しており、「時速160～170キロメートルの日本軍機に追尾されている。」というアメリカ軍の駆逐艦の無電を聞いた一人の幕僚が、「駆逐艦の方がのろい白菊を追いかけているんだろう。」と笑う有様で、第5航空艦隊司令官宇垣纏中将も「夜間は兎も角昼間敵戦闘機に会して一たまりもなき情なき事なり（中略）数あれど之に大なる期待はかけ難し。」と白菊特攻について厳しい評価を下し、夜間や黎明に限定して投入することとしている。
白菊まで特攻に投入したことは、第5航空艦隊内でも戦争の成り行きに絶望感を抱かせることとなった。鹿屋基地に第五航空艦隊司令部付将校として配属された野原一夫少尉は、先に着任していた学徒出陣の予備少尉から「なんだって、今頃、鹿屋にきたんです。沖縄の戦争は、ジ・エンドですよ」「白菊まで出ていくようになっちゃあ、沖縄航空決戦もいよいよおしまいだな。五航艦にはもう、特攻に使える実用機はほとんど残っていないんです」と嘆かれたのち、白菊には軽量化のため無線機すら積まれておらず、実用機による特攻機が行う最後の突入電を打電することすらできないことも聞かされ「あまりにもみじめじゃないか」と白菊の搭乗員への同情と絶望感を覚えている。
特攻戦力が欠乏していた第5航空艦隊は、海軍記念日の5月27日深夜にも白菊を鹿屋と串良から夜間出撃させた。この日、野原は通信室でアメリカ軍の無電を傍受していたが、やがてアメリカ軍駆逐艦や警備艇が「奇妙な物体がいくつか、海面上に見える」「海面すれすれの、30 mぐらいの低空だが、それが何であるかよくわからない」「爆音が聞こえてきた。やはり飛行機かもしれない。Speed very slow, very very slow...」「太った雌鶏が空を飛んでいる。いや、あれはボギー（敵機）だ」「ボギーにしてはスピードが遅すぎる。先日も飛んできた。ボギーに間違いない」という無電を発したのを聞いている。白菊隊は、駆逐艦ドレクスラーに突入した。ドレクスラーの乗組員からは、接近してくる白菊は時代遅れの練習機には見えず、操縦しているのも、経験を十分積んだ熟練操縦士のように見えたという。白菊のうち1機は、ドレクスラーの艦後部に突入してボイラー室と機械室を破壊し、航行不能に陥らせた。このときドレクスラーが発したと思われる「敵機が突入してきた。甲板上大火災...至急救援たのむ」という無電を傍受した通信室の野原ら第5航空艦隊の将校たちは「突っ込んだんだ、白菊が。白菊だ。やったぞ」と歓喜している。この後、ドレクスラーにはもう1機の白菊も突入し、たちまち転覆して沈没した。あまりに沈没が早かったため、乗組員158名が死亡、艦長を含む52名が負傷した。
その後も白菊は、沖縄戦終結後の1945年（昭和20年）6月25日まで、のべ115機が出撃し56機が未帰還となったが、1945年6月21日に輸送駆逐艦（高速輸送艦）バリー とLSM-1級中型揚陸艦のLSM-59の合計3隻を撃沈し、1945年（昭和20年）5月29日にシュブリック（駆逐艦） 、1945年（昭和20年）6月21日に中型揚陸艦LSM-213の2隻を大破させ、その後両艦は修理が断念されて、スクラップとなった。その他にも数隻を損傷させるなど、宇垣ら第5航空艦隊司令部の低い評価を覆す戦果を挙げている。通常は戦力とはならない練習機が、それも夜間攻撃で戦果を挙げている事に対して敵のアメリカ軍は警戒を強めており、夜間の特攻機はアメリカ軍が発射した対空砲火の曳光弾を辿って、艦の中央部にある煙突などの重要箇所に突っ込んでくるため、夜間の特攻機に対する各艦個別の発砲を禁じたほどであった。しかし、白菊は軽量化のために編隊長機にしか無線が搭載されておらず、日本軍は白菊特攻の戦果をほとんど把握できていなかった。
それでも、海軍は稼働機全てを特攻出撃させるつもりで、本土決戦でも大量の白菊を特攻出撃させる計画であったが、終戦により実現することはなかった。白菊特攻で徳島空で56名、高知空で52名の合計108名が戦死した。責任を重く感じていた高知海軍航空隊の元司令 加藤秀吉大佐は、副官らが自決しないよう軍刀や拳銃を取り上げたが、井戸に飛び込んで自決してしまった。徳島空でも3名の予備士官が自決した。なかでも、中原一雄海軍中尉と長島良次海軍少尉は、徳島空の白菊特攻隊員に志願するも、出撃することなく終戦を終えたが、敗戦に強い衝撃と責任を感じており、部下の復員を見届けたのち、8月23日に、海軍の正装に着替えて、祖国の再興を願いながら基地内の防空壕の中で互いを目がけて機銃を撃ち合って自決している。
なお、TVドラマ「水戸黄門」の第14部から第21部まで9年間徳川光圀役を務めた俳優・西村晃は、徳島白菊隊の特攻隊員である。しかし、出撃機不良で基地に引き返し終戦を見届けた後に、8月23日を迎えた。また、この特攻隊での同僚には裏千家15代家元の千玄室がおり、西村の親友である。

## 南海
海軍では本機の汎用性に目をつけ、本機をベースとした対潜哨戒機の開発を計画した。南海（Q3W1）と名づけられたこの機体は、白菊の機体を大型化し主脚を引き込み式にした全木製機となるはずだった。しかし、終戦により本機は計画だけで終わった。ただし、1945年1月頃に飛行試験を行い、その際に胴体着陸・小破したとする資料もある。

## スペック
- 全幅: 14.98 m
- 全長: 9.98 m
- 全高: 3.10 m
- 機体重量: 2,569 kg
- エンジン: 日立 天風21型 空冷9気筒 515 hp
- 最大速度: 230 km/h
- 航続距離: 1,176 km
- 武装
  - 7.7 mm 機関銃 × 1
  - 爆弾60 kg (30 kg × 2)
- 乗員: 5名

## 関連書籍
- 白菊特攻隊 帰らざる若鷹たちへの鎮魂歌 ISBN 9784769823636